# Bathythrix argentata
Bathythrix argentata är en stekelart som först beskrevs av Johann Ludwig Christian Gravenhorst 1829.  Bathythrix argentata ingår i släktet Bathythrix och familjen brokparasitsteklar. Inga underarter finns listade.